# 2019-es Formula–1 brit nagydíj
A brit nagydíj volt a 2019-es Formula–1 világbajnokság tizedik futama, amelyet 2019. július 12. és július 14. között rendeztek meg a Silverstone Circuit versenypályán, Silverstone-ban.

## Választható keverékek
| Abroncs                  | Friss | Használt |
| ------------------------ | ----- | -------- |
| Kemény keverék (C1)      |       |          |
| Közepes keverék (C2)     |       |          |
| Lágy keverék (C3)        |       |          |
| Intermediate keverék (I) |       |          |
| Esős keverék (W)         |       |          |

## Szabadedzések

### Első szabadedzés
A brit nagydíj első szabadedzését július 12-én, pénteken délelőtt tartották, magyar idő szerint 11:00-tól.
| helyezés | versenyző          | csapat/motor          | elért idő | különbség | futott kör |
| -------- | ------------------ | --------------------- | --------- | --------- | ---------- |
| 1        | Pierre Gasly       | Red Bull-Honda        | 1:27,173  | −         | 25         |
| 2        | Valtteri Bottas    | Mercedes              | 1:27,629  | +0,456    | 29         |
| 3        | Max Verstappen     | Red Bull-Honda        | 1:28,009  | +0,836    | 21         |
| 4        | Lewis Hamilton     | Mercedes              | 1:28,122  | +0,949    | 26         |
| 5        | Charles Leclerc    | Ferrari               | 1:28,253  | +1,080    | 21         |
| 6        | Sebastian Vettel   | Ferrari               | 1:28,304  | +1,131    | 21         |
| 7        | Nico Hülkenberg    | Renault               | 1:28,803  | +1,630    | 21         |
| 8        | Daniel Ricciardo   | Renault               | 1:29,031  | +1,858    | 24         |
| 9        | Alexander Albon    | Toro Rosso-Honda      | 1:29,093  | +1,920    | 26         |
| 10       | Carlos Sainz Jr.   | McLaren-Renault       | 1:29,162  | +1,989    | 31         |
| 11       | Lando Norris       | McLaren-Renault       | 1:29,170  | +1,997    | 23         |
| 12       | Sergio Pérez       | Racing Point-Mercedes | 1:29,453  | +2,280    | 27         |
| 13       | Danyiil Kvjat      | Toro Rosso-Honda      | 1:29,500  | +2,327    | 26         |
| 14       | Lance Stroll       | Racing Point-Mercedes | 1:29,657  | +2,484    | 25         |
| 15       | Antonio Giovinazzi | Alfa Romeo-Ferrari    | 1:30,099  | +2,926    | 24         |
| 16       | Kevin Magnussen    | Haas-Ferrari          | 1:30,605  | +3,432    | 24         |
| 17       | George Russell     | Williams-Mercedes     | 1:30,741  | +3,568    | 25         |
| 18       | Kimi Räikkönen     | Alfa Romeo-Ferrari    | 1:30,747  | +3,574    | 12         |
| 19       | Romain Grosjean    | Haas-Ferrari          | 1:30,811  | +3,638    | 22         |
| 20       | Robert Kubica      | Williams-Mercedes     | 1:32,121  | +4,948    | 27         |

### Második szabadedzés
A brit nagydíj második szabadedzését július 12-én, pénteken délután tartották, magyar idő szerint 15:00-tól.
| helyezés | versenyző          | csapat/motor          | elért idő | különbség | futott kör |
| -------- | ------------------ | --------------------- | --------- | --------- | ---------- |
| 1        | Valtteri Bottas    | Mercedes              | 1:26,732  | −         | 25         |
| 2        | Lewis Hamilton     | Mercedes              | 1:26,801  | +0,069    | 35         |
| 3        | Charles Leclerc    | Ferrari               | 1:26,929  | +0,197    | 30         |
| 4        | Sebastian Vettel   | Ferrari               | 1:27,180  | +0,448    | 30         |
| 5        | Pierre Gasly       | Red Bull-Honda        | 1:27,249  | +0,517    | 31         |
| 6        | Lando Norris       | McLaren-Renault       | 1:27,546  | +0,814    | 38         |
| 7        | Max Verstappen     | Red Bull-Honda        | 1:27,562  | +0,830    | 32         |
| 8        | Carlos Sainz Jr.   | McLaren-Renault       | 1:27,987  | +1,255    | 39         |
| 9        | Alexander Albon    | Toro Rosso-Honda      | 1:27,997  | +1,265    | 38         |
| 10       | Sergio Pérez       | Racing Point-Mercedes | 1:28,002  | +1,270    | 32         |
| 11       | Danyiil Kvjat      | Toro Rosso-Honda      | 1:28,008  | +1,276    | 36         |
| 12       | Kevin Magnussen    | Haas-Ferrari          | 1:28,059  | +1,327    | 30         |
| 13       | Kimi Räikkönen     | Alfa Romeo-Ferrari    | 1:28,126  | +1,394    | 33         |
| 14       | Daniel Ricciardo   | Renault               | 1:28,128  | +1,396    | 17         |
| 15       | Nico Hülkenberg    | Renault               | 1:28,217  | +1,485    | 34         |
| 16       | Lance Stroll       | Racing Point-Mercedes | 1:28,240  | +1,508    | 37         |
| 17       | Antonio Giovinazzi | Alfa Romeo-Ferrari    | 1:28,294  | +1,562    | 28         |
| 18       | Romain Grosjean    | Haas-Ferrari          | 1:28,794  | +2,062    | 26         |
| 19       | Robert Kubica      | Williams-Mercedes     | 1:29,935  | +3,203    | 37         |
| 20       | George Russell     | Williams-Mercedes     | 1:30,514  | +3,782    | 11         |

### Harmadik szabadedzés
A brit nagydíj harmadik szabadedzését július 13-án, szombaton délelőtt tartották, magyar idő szerint 12:00-tól.
| helyezés | versenyző          | csapat/motor          | elért idő | különbség | futott kör |
| -------- | ------------------ | --------------------- | --------- | --------- | ---------- |
| 1        | Charles Leclerc    | Ferrari               | 1:25,905  | −         | 17         |
| 2        | Sebastian Vettel   | Ferrari               | 1:25,931  | +0,026    | 16         |
| 3        | Lewis Hamilton     | Mercedes              | 1:25,954  | +0,049    | 21         |
| 4        | Pierre Gasly       | Red Bull-Honda        | 1:26,118  | +0,213    | 15         |
| 5        | Max Verstappen     | Red Bull-Honda        | 1:26,440  | +0,535    | 14         |
| 6        | Valtteri Bottas    | Mercedes              | 1:26,456  | +0,551    | 20         |
| 7        | Lando Norris       | McLaren-Renault       | 1:26,689  | +0,784    | 15         |
| 8        | Nico Hülkenberg    | Renault               | 1:26,945  | +1,040    | 16         |
| 9        | Daniel Ricciardo   | Renault               | 1:26,965  | +1,060    | 15         |
| 10       | Alexander Albon    | Toro Rosso-Honda      | 1:26,976  | +1,071    | 17         |
| 11       | Antonio Giovinazzi | Alfa Romeo-Ferrari    | 1:27,036  | +1,131    | 16         |
| 12       | Carlos Sainz Jr.   | McLaren-Renault       | 1:27,106  | +1,201    | 15         |
| 13       | Danyiil Kvjat      | Toro Rosso-Honda      | 1:27,108  | +1,203    | 18         |
| 14       | Romain Grosjean    | Haas-Ferrari          | 1:27,110  | +1,205    | 16         |
| 15       | Kevin Magnussen    | Haas-Ferrari          | 1:27,275  | +1,370    | 16         |
| 16       | Kimi Räikkönen     | Alfa Romeo-Ferrari    | 1:27,424  | +1,519    | 15         |
| 17       | Lance Stroll       | Racing Point-Mercedes | 1:27,544  | +1,639    | 14         |
| 18       | Sergio Pérez       | Racing Point-Mercedes | 1:27,598  | +1,693    | 12         |
| 19       | George Russell     | Williams-Mercedes     | 1:29,065  | +3,160    | 22         |
| 20       | Robert Kubica      | Williams-Mercedes     | 1:29,450  | +3,545    | 19         |

## Időmérő edzés
A brit nagydíj időmérő edzését július 13-án, szombaton délután futották, magyar idő szerint 15:00-tól.
| helyezés              | rajtszám | versenyző          | csapat/motor          | 1. rész  | 2. rész  | 3. rész  | rajthely | futott kör |
| --------------------- | -------- | ------------------ | --------------------- | -------- | -------- | -------- | -------- | ---------- |
| 1                     | 77       | Valtteri Bottas    | Mercedes              | 1:25,750 | 1:25,672 | 1:25,093 | 1        | 21         |
| 2                     | 44       | Lewis Hamilton     | Mercedes              | 1:25,513 | 1:25,840 | 1:25,099 | 2        | 17         |
| 3                     | 16       | Charles Leclerc    | Ferrari               | 1:25,533 | 1:25,546 | 1:25,172 | 3        | 18         |
| 4                     | 33       | Max Verstappen     | Red Bull-Honda        | 1:25,700 | 1:25,848 | 1:25,276 | 4        | 21         |
| 5                     | 10       | Pierre Gasly       | Red Bull-Honda        | 1:26,273 | 1:26,038 | 1:25,590 | 5        | 21         |
| 6                     | 5        | Sebastian Vettel   | Ferrari               | 1:25,898 | 1:26,023 | 1:25,787 | 6        | 19         |
| 7                     | 3        | Daniel Ricciardo   | Renault               | 1:26,428 | 1:26,283 | 1:26,182 | 7        | 21         |
| 8                     | 4        | Lando Norris       | McLaren-Renault       | 1:26,079 | 1:26,385 | 1:26,224 | 8        | 21         |
| 9                     | 23       | Alexander Albon    | Toro Rosso-Honda      | 1:26,482 | 1:26,403 | 1:26,345 | 9        | 24         |
| 10                    | 27       | Nico Hülkenberg    | Renault               | 1:26,568 | 1:26,397 | 1:26,386 | 10       | 21         |
| 11                    | 99       | Antonio Giovinazzi | Alfa Romeo-Ferrari    | 1:26,449 | 1:26,519 |          | 11       | 18         |
| 12                    | 7        | Kimi Räikkönen     | Alfa Romeo-Ferrari    | 1:26,558 | 1:26,546 |          | 12       | 18         |
| 13                    | 55       | Carlos Sainz Jr.   | McLaren-Renault       | 1:26,203 | 1:26,578 |          | 13       | 15         |
| 14                    | 8        | Romain Grosjean    | Haas-Ferrari          | 1:26,347 | 1:26,757 |          | 14       | 17         |
| 15                    | 11       | Sergio Pérez       | Racing Point-Mercedes | 1:26,649 | 1:26,928 |          | 15       | 14         |
| 16                    | 20       | Kevin Magnussen    | Haas-Ferrari          | 1:26,662 |          |          | 16       | 9          |
| 17                    | 26       | Danyiil Kvjat      | Toro Rosso-Honda      | 1:26,721 |          |          | 17       | 10         |
| 18                    | 18       | Lance Stroll       | Racing Point-Mercedes | 1:26,762 |          |          | 18       | 9          |
| 19                    | 63       | George Russell     | Williams-Mercedes     | 1:27,789 |          |          | 19       | 9          |
| 20                    | 88       | Robert Kubica      | Williams-Mercedes     | 1:28,257 |          |          | 20       | 10         |
| 107%-os idő: 1:31,498 |          |                    |                       |          |          |          |          |            |

## Futam
A brit nagydíj futama július 14-én, vasárnap rajtolt, magyar idő szerint 15:10-kor.
| helyezés | rajtszám | versenyző          | csapat/motor          | futott kör | idő/kiesés oka   | rajthely | Abroncs | pont  |
| -------- | -------- | ------------------ | --------------------- | ---------- | ---------------- | -------- | ------- | ----- |
| 1        | 44       | Lewis Hamilton     | Mercedes              | 52         | 1:21:08,452      | 2        |         | 26[1] |
| 2        | 77       | Valtteri Bottas    | Mercedes              | 52         | +24,928          | 1        |         | 18    |
| 3        | 16       | Charles Leclerc    | Ferrari               | 52         | +30,117          | 3        |         | 15    |
| 4        | 10       | Pierre Gasly       | Red Bull-Honda        | 52         | +34,692          | 5        |         | 12    |
| 5        | 33       | Max Verstappen     | Red Bull-Honda        | 52         | +39,458          | 4        |         | 10    |
| 6        | 55       | Carlos Sainz Jr.   | McLaren-Renault       | 52         | +53,639          | 13       |         | 8     |
| 7        | 3        | Daniel Ricciardo   | Renault               | 52         | +54,401          | 7        |         | 6     |
| 8        | 7        | Kimi Räikkönen     | Alfa Romeo-Ferrari    | 52         | +1:05,540        | 12       |         | 4     |
| 9        | 26       | Danyiil Kvjat      | Toro Rosso-Honda      | 52         | +1:06,720        | 17       |         | 2     |
| 10       | 27       | Nico Hülkenberg    | Renault               | 52         | +1:12,733        | 10       |         | 1     |
| 11       | 4        | Lando Norris       | McLaren-Renault       | 52         | +1:14,281        | 8        |         |       |
| 12       | 23       | Alexander Albon    | Toro Rosso-Honda      | 52         | +1:15,617        | 9        |         |       |
| 13       | 18       | Lance Stroll       | Racing Point-Mercedes | 52         | +1:21,086        | 18       |         |       |
| 14       | 63       | George Russell     | Williams-Mercedes     | 51         | +1 kör           | 19       |         |       |
| 15       | 88       | Robert Kubica      | Williams-Mercedes     | 51         | +1 kör           | 20       |         |       |
| 16[2]    | 5        | Sebastian Vettel   | Ferrari               | 51         | +1 kör           | 6        |         |       |
| 17       | 11       | Sergio Pérez       | Racing Point-Mercedes | 51         | +1 kör           | 15       |         |       |
| ki       | 99       | Antonio Giovinazzi | Alfa Romeo-Ferrari    | 18         | kicsúszás        | 11       |         |       |
| ki       | 8        | Romain Grosjean    | Haas-Ferrari          | 9          | baleseti sérülés | 14       |         |       |
| ki       | 20       | Kevin Magnussen    | Haas-Ferrari          | 6          | baleseti sérülés | 16       |         |       |

Megjegyzés:
- ↑ 1:  — Lewis Hamilton a helyezéséért járó pontok mellett a versenyben futott leggyorsabb körért további 1 pontot szerzett.
- ↑ 2:  — Sebastian Vettel eredetileg a 15. helyen ért célba, de 10 másodperces időbüntetést kapott a Max Verstappennel történt ütközés okozásáért, ezzel visszacsúszott a 16. helyre.

## A világbajnokság állása a verseny után
| H   | Versenyzők       | Pont | H   | Konstruktőrök             | Pont |
| --- | ---------------- | ---- | --- | ------------------------- | ---- |
| 1.  | Lewis Hamilton   | 223  | 1.  | Mercedes                  | 407  |
| 2.  | Valtteri Bottas  | 184  | 2.  | Ferrari                   | 243  |
| 3.  | Max Verstappen   | 136  | 3.  | Red Bull-Honda            | 191  |
| 4.  | Sebastian Vettel | 123  | 4.  | McLaren-Renault           | 60   |
| 5.  | Charles Leclerc  | 120  | 5.  | Renault                   | 39   |
| 6.  | Pierre Gasly     | 55   | 6.  | Alfa Romeo-Ferrari        | 26   |
| 7.  | Carlos Sainz Jr. | 38   | 7.  | Racing Point-BWT Mercedes | 19   |
| 8.  | Kimi Räikkönen   | 25   | 8.  | Toro Rosso-Honda          | 19   |
| 9.  | Lando Norris     | 22   | 9.  | Haas-Ferrari              | 16   |
| 10. | Daniel Ricciardo | 22   | 10. | Williams-Mercedes         | 0    |

(A teljes táblázat)

## Statisztikák
- Vezető helyen:
  - Valtteri Bottas: 16 kör (1-16)
  - Lewis Hamilton: 36 kör (17-52)
- Valtteri Bottas 10. pole-pozíciója.
- Lewis Hamilton 80. futamgyőzelme és 43. versenyben futott leggyorsabb köre.
- A Mercedes 96. futamgyőzelme.
- Lewis Hamilton 143., Valtteri Bottas 39., Charles Leclerc 5. dobogós helyezése.